# Liste des maires de Bègles
La liste des maires de Bègles présente la liste des maires de la commune française de Bègles, située dans le département de la Gironde en région Nouvelle-Aquitaine.

## Liste des maires

### Entre 1790 et 1945
| Période                                  | Période          | Identité                      | Étiquette      | Qualité |
| ---------------------------------------- | ---------------- | ----------------------------- | -------------- | --- |
| Les données manquantes sont à compléter. |                  |                               |                | |
| 2 février 1790                           | 1791             | Marc Daguzan (1746-1813)      |                | Curé de la paroisse |
| 25 avril 1791                            | 1795             | Arnaud Destriblet             |                | |
| 22 avril 1795                            | juin 1795        | Pierre Durcy ainé             |                | |
| 12 juin 1795                             | 1797             | Arnaud Destriblet             |                | |
| 30 mars 1797                             | 1805             | Pierre Durcy ainé             |                | |
| 4 février 1805                           | 1811             | Jacques Gabriel Pigneguy      |                | |
| 11 février 1811                          | 1815             | Marc Guérineau                |                | |
| 22 août 1815                             | 1821             | Pierre Durcy ainé             |                | |
| 2 mai 1821                               | 1832             | Laurent Argous                |                | |
| 11 janvier 1832                          | 1840             | Joseph Lafargue               |                | |
| 25 novembre 1840                         | 1848             | Laurent Argous                |                | |
| 17 mars 1848                             | 19 juin 1848     | Léopold Joseph Cardoze        |                | |
| 19 juin 1848                             | 10 décembre 1855 | Pierre Durcy fils             |                | |
| 10 décembre 1855                         | 1860             | François Basile de Chapelle   |                | |
| 14 juillet 1860                          | 1864             | Antoine Marie Rousselle       |                | |
| 6 janvier 1864                           | 1870             | François Basile de Chapelle   |                | |
| 9 septembre 1870                         | 1871             | Alexis Labro                  |                | |
| 14 mai 1871                              | 1874             | François Basile de Chapelle   |                | |
| 16 juin 1874                             | 1882             | Laurent Dourneau              | Rép.opport.    | |
| 29 janvier 1882                          | 1892             | Gustave Beauvais              |                | |
| 13 août 1892                             | 1893             | Laurent Dourneau              | Rép.opport.    | |
| 27 août 1893                             | 1894             | Edmond Olagnier               |                | |
| 20 décembre 1894                         | 1896             | Étienne Gaston Dubertrand     |                | |
| 28 janvier 1896                          | 17 mai 1896      | Ferdinand Tourvielle          |                | |
| 17 mai 1896                              | 1903             | Étienne Gaston Dubertrand     |                | |
| 27 mars 1903                             | 1907             | Louis-Alfred Blanchard        | Rad.soc.       | |
| 15 septembre 1907                        | 1914             | Maurice Rousseaux             | Rad.soc.       | Directeur de raffinerie de pétroles |
| 1er août 1914                            | 1922             | François Douaud               |                | |
| 8 avril 1922                             | 17 mai 1925      | Justin Soulla                 |                | |
| 17 mai 1925                              | 1932             | Alexis Capelle (1885-1932)    | SFIO           | Artisan forgeron |
| 24 novembre 1932                         | 2 février 1935   | Henri Cazalet                 | SFIO puis PSdF | Cheminot, syndicaliste Adjoint au maire (1925 → 1932) Député de la Gironde (Bordeaux-5) (1932 → 1936) Conseiller d'arrondissement (1925 → 1934) |
| 2 février 1935                           | 1er mars 1941    | Lucien Lerousseau (1861-1945) | SFIO           | Employé de commerce Premier adjoint au maire (1928 → 1935)                                                                                      |
| 1er mars 1941                            | 5 septembre 1944 | Pierre Rosière                | Vichyste       | Nommé maire |
| 5 septembre 1944                         | 1944             | Lucien Lerousseau             | CFLN           | |
| 1944                                     | 18 mai 1945      | Jean Bonnin                   | FTP            | |

### Depuis 1945
Depuis l'après-guerre, sept maires se sont succédé à la tête de la commune.
| Période         | Période         | Identité                      | Étiquette                                                                 | Qualité |
| --------------- | --------------- | ----------------------------- | ------------------------------------------------------------------------- | --- |
| 18 mai 1945     | 26 octobre 1947 | Marius Olivier (1886-1952)    | PCF                                                                       | Cheminot, syndicaliste |
| 26 octobre 1947 | 22 mars 1959    | Marcel Bouc                   | RPF puis UNR                                                              | Réélu en 1953 |
| 22 mars 1959    | 21 mars 1971    | René Duhourquet               | PCF                                                                       | Cheminot Ancien sénateur de la Gironde (1946 → 1948) Conseiller général de Bordeaux-VI (1945 → 1949 et 1956 → 1961) Réélu en 1965                                               |
| 21 mars 1971    | 5 mai 1984      | Simone Rossignol, (1918-2014) | PCF                                                                       | Sténo-dactylo, syndicaliste, ancienne résistante Maire honoraire Réélue en 1977 et 1983 Démissionnaire                                                                          |
| 5 mai 1984      | 20 mars 1989    | Bernard Moncla, (1945-2019)   | PCF                                                                       | Cheminot, ancien adjoint au maire |
| 20 mars 1989    | 29 juin 2017    | Noël Mamère                   | GÉ (1990-1994) CES (1994-1998) Les Verts (1998-2010) EÉLV (2010-2013) DVG | Journaliste Député européen (1994 → 1997) Député de la Gironde (3e circ.) (1997 → 2017) Conseiller régional d'Aquitaine (1992 → 1994 et 1998) Réélu en 1995, 2001, 2008 et 2014 |
| 29 juin 2017    | En cours        | Clément Rossignol Puech       | EÉLV puis LÉ                                                              | Chercheur au CNRS Vice-président de Bordeaux Métropole Président de l'Agence locale de l'énergie et du climat Réélu pour le mandat 2020-2026                                    |

## Conseil municipal actuel
Les 35 sièges composant le conseil municipal de Bègles ont été pourvus le 28 juin 2020 à l'issue du second tour. Actuellement, il est réparti comme suit :